# Melvin Redeker
Melvin Redeker, (Amsterdam,12 juni 1969) is een Nederlandse bergbeklimmer, duiker, avonturier en fotograaf. Hij opende nieuwe klimroutes naar bergtoppen in de Alpen, de Karakorum en de Himalaya en bereikte als enige Nederlandse team de top van Thalay Sagar. Redeker was de eerste die orka’s in de Noordzee onderwater wist te filmen en fotograferen.

## Biografie
Melvin Redeker studeerde bedrijfseconomie aan de Hogeschool Holland in Amsterdam. Hij ondernam vijf Himalaya expedities. Redeker maakte van 2003 tot en met 2006 deel uit van het North Face Athlete team Benelux.
Redeker maakte pionierstochten via steile wanden van rots en ijs in de Alpen, de Karakorum en de Himalaya. In 1988 klom Redeker een nieuwe route op de noordwand van de Aiguille d'Argentière in het Mont Blanc massief. De route staat bekend onder de naam 'Voie Hollandaise'.. In 1999 organiseerde hij een expeditie naar Shani Peak in de Pakistaanse Karakoram. Het team (Elwin van der Gragt, Benno Netelenbos en Andreas Amons, Melvin Redeker) beklom Shani Peak twee keer. Als eerste mens bereikte het team de oosttop en ze klommen een nieuwe route naar de hoofdtop van Shani Peak. Twee jaar later bereikte hij met Andreas Amons, Mike van Berkel en Cas van de Gevel de top van de Bhrigupanth in India. In 2003 beklom Redeker met zijn team de Thalay Sagar, die bekendstaat als een van de moeilijkste bergen van de Garhwal Himalaya in India. Redeker, Cas van de Gevel en Mike van Berkel bereikten de top via de noordoostwand en de zuidoost graat.
Sinds 2014 onderneemt Redeker ook oceaanexpedities. Hij ondernam 5 duikexpedities op de Noordzee, en twee oceaan exploraties in Arctisch Noorwegen. In 2018 filmde hij de laatste hotspots van biodiversiteit op de bodem van de Noordzee. In 2016 was Redeker de eerste die de orka’s in de Noordzee onderwater wist te filmen en te fotograferen. Dat deed hij door zich te verstoppen op de zeebodem, daar waar orka’s jagen op zeehonden. Hij vertelde daarover aan tafel bij RTL Late Night.
In februari 2017 werd zijn orka-foto ‘oog in oog’ bekroond bij de Underwater Photographer of the Year 2017 met de eerste plaats in de categorie ‘British Waters’. De jury noemt de foto “baanbrekend voor Britse wateren".
In 2014 richtte hij de stichting In de Noordzee op. Met het lesprogramma voor basisscholen ‘Een schone zee begint bij een schoon schoolplein’ werden meer dan 27.000 basisschoolkinderen bereikt. In het voorjaar van 2019 bracht Redeker zijn oceaanervaringen naar het theater met de theatertour ‘De Roep van de Orka’. Wegens uitverkochte zalen werden er twee extra voorstellingen toegevoegd aan de oorspronkelijke serie van zes.
Redeker is samen met Menno Boermans auteur van het bergsportfotoboek Ooghoogte. Onder de titel Vertical Vision verscheen het boek in het Engelse taalgebied.

## Himalaya Expedities
- 1995 Ama Dablam Expeditie, Nepal, 6812 meter. Doel was de top beklimmen via de westgraat die op dat moment nog nooit was beklommen.
- 1999 Snowdome en Sentinel Peak, Pakistan. Het team beklom deze bergen in de voorbereiding op Shani Peak.
- 1999 Shani Peak Expeditie, Pakistan, 5885 meter. Als eerste mens ooit stond het team op de oosttop. En er werd een nieuwe route geklommen naar de hoofdtop.
- 2001 Bhrigupanth Expeditie, India, 6772 meter. Top bereikt met hele team.
- 2003 Thalay Sagar Expeditie, India, 6904 meter. Het team slaagde er als eerste in de top te bereiken via de verticale noordoostwand en de zuidoostgraat.
- 2005 Changabang Expeditie, India, 6864 meter. Het doel was de verticale Noordwand. Klimteam strandt in storm.

## Andere eerstbeklimmingen
- 1988 Aiguille d'Argentière Noordwand. Eerste beklimming in het Mont Blanc massief, Alpen. De nieuwe route heet 'Voie Hollandaise'.

## Awards / onderscheidingen
- 2017 Met foto ‘oog in oog’ (orka’s in de Noordzee) winnaar van de categorie British Waters bij de Underwater Photographer of the Year 2017.[16][17]
- 2017 Met foto ‘natural beauty’ (portret van een Jan-van-Gent) winnaar van de categorie dierenportret bij de British Wildlife Photography Awards 2017.